# كارلوس روبيرتو كابرال
كارلوس روبيرتو فيريرا كابرال (باللغة البرتغالية: Carlos Roberto Ferreira Cabral) ـ (ولد في 2 يناير 1945)  هو مدرب كرة قدم برازيلي يُعرف أيضًا كابرالزينيو (باللغة البرتغالية: Cabralzinho).

## لاعبًا
لعب كابرالزينيو لأندية سانتوس (1961 ـ 1963) وساو بينتو (1964) وفلومينينسي (1967) وبالميراس (1968 ـ 1971) وبانغو (1964 ـ 1967)، الذي فاز معه ببطولة ولاية ريو دي جانيرو المعروفة ببطولة الكاريوكا (بالبرتغالية: Campeonato Carioca) سنة 1966، كما كان ضمن فريق بانغو الذي شارك في بطولة الرابطة الأمريكية لكرة القدم سنة 1967 تحت اسم «هيوستن ستارز».

## مدربًا
بدأ كابرال العمل بالتدريب سنة 1979، ومن الأندية التي دربها كل من:
- النادي العربي القطري (1984 ـ 1986)
- نادي السد القطري (1989 ـ 1990)
- نادي الريان القطري (1993 ـ 1994)
- سانتوس البرازيلي (1995)[5]
- الزمالك المصري (2002 ـ 2003،[5][6] ثم 2004 ـ 2005)[3][7]
- الترجي التونسي (من مايو إلى نوفمبر 2008)
- نادي الاتحاد السكندري (2009 ـ 2010)

كما درب من المنتخبات كلًا من:
- منتخب قطر تحت 17 سنة (1985)
- منتخب قطر لكرة القدم (1989)
- منتخب السعودية تحت 20 سنة لكرة القدم (1991 ـ 1993)

## بطولاته

### لاعبًا
- ببطولة ولاية ريو دي جانيرو (بطولة الكاريوكا) مع نادي بانغو سنة 1966

### مدربًا

#### مع نادي الزمالك
- دوري أبطال أفريقيا (1): سنة 2002.
- كأس السوبر الأفريقي (1): سنة 2003.
- الدوري المصري الممتاز (1): موسم 2002/2003.
- كأس السوبر المصري (1): سنة 2002.

## روابط خارجية
- كارلوس روبيرتو كابرال على موقع قاعدة بيانات كرة القدم.إي يو (الإنجليزية)